# إنها تدور

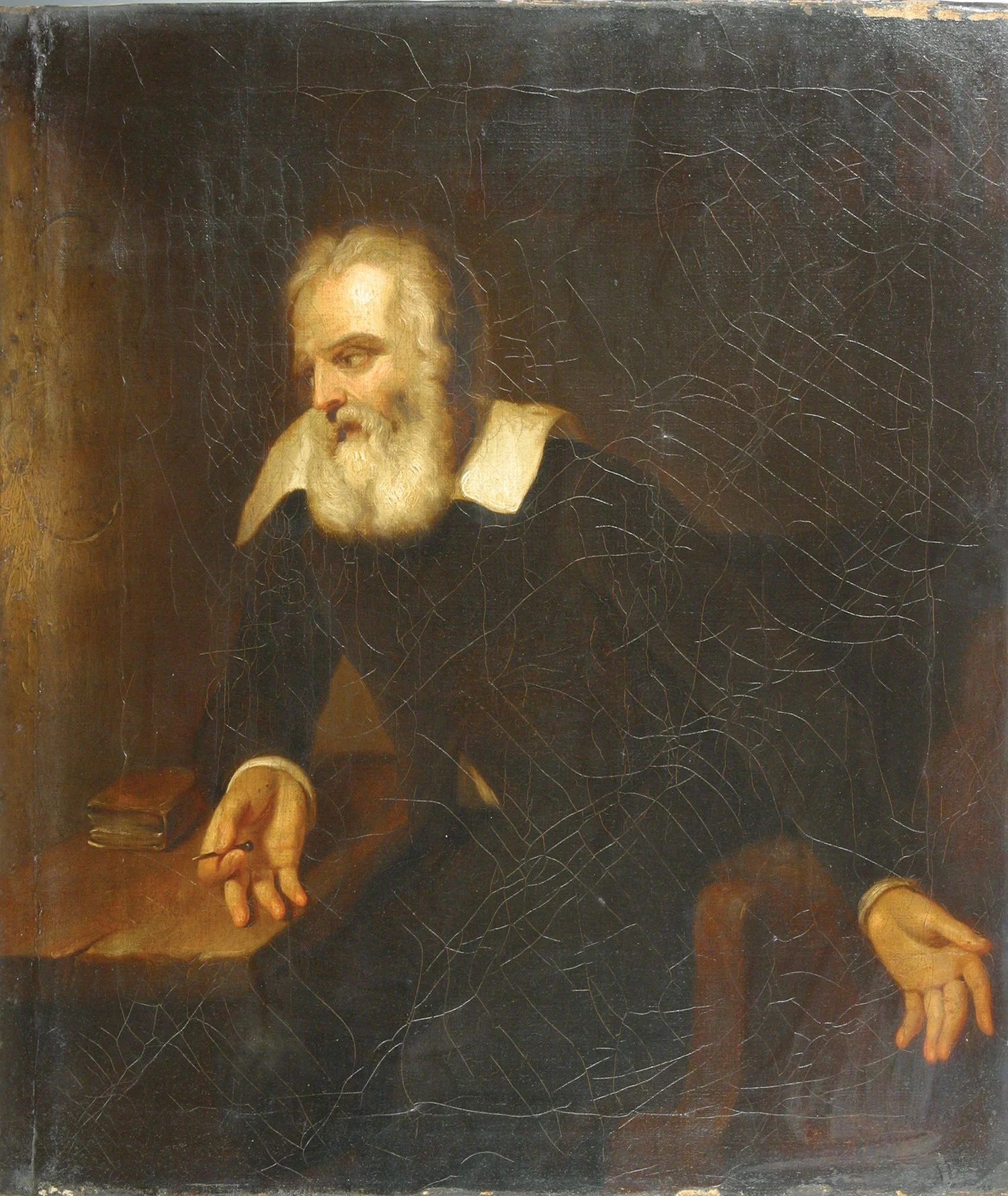
صورة، نسبت إلى بارتولومي إستيبان موريللو، لجاليليو جاليلي وهو يحدق في جدار زنزانته في السجن، والتي خدش عليها عبارة «إنها تدور» (غير مقروءة في هذه الصورة).

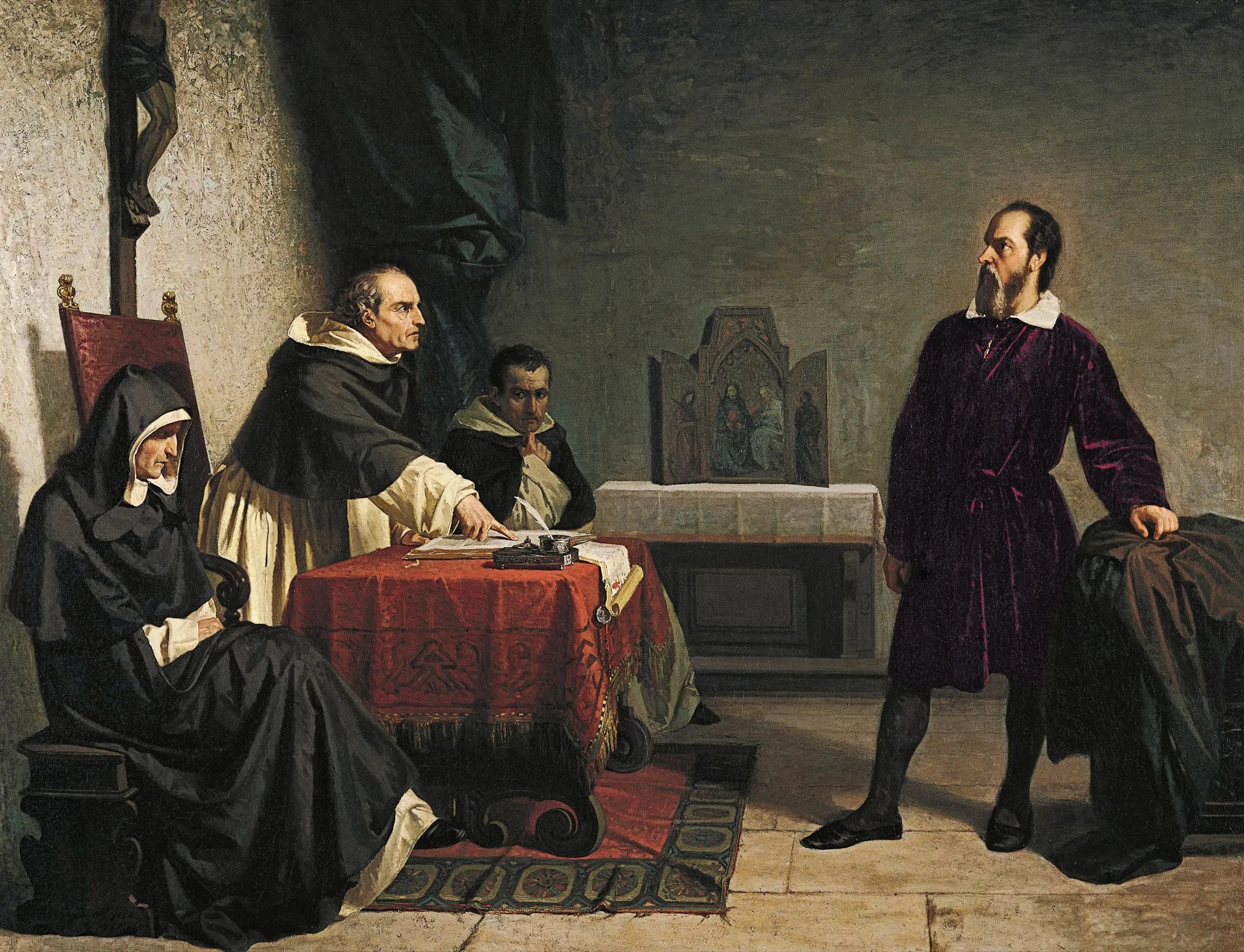
غاليليو يواجه قاضي الكنيسة في روما.

بَيْدَ أنّها تتحرك أو إنها تدور (بالإيطالية: E pur si muove)‏ هي عبارة تنسب إلى عالم الرياضيات الإيطالي، الفيزيائي والفيلسوف غاليليو غاليلي (1564–1642) في عام 1633 بعد أن أجبر على التراجع عن ادعاءاته بأن الأرض تتحرك حول الشمس وليس العكس خلال محاكمته من قبل الكنيسة في روما.
ما كان معنياً بهذه العبارة هو أنه على الرغم من تراجعه عن أقواله خلال محاكمته، إلا أن تصريحات الكنيسة، أو ما شابهها من معتقدات بشر الأخرى، مخطئة لأن الأرض في الواقع تتحرك (حول الشمس) وليس العكس. 
على هذا النحو، يتم استخدام العبارة اليوم كنوع من الرد الحاسم بمعنى «لا يهم ما تؤمن به؛ هذه هي الحقائق».[بحاجة لمصدر]

وفقاً لستيفن هوكينج، يعتقد بعض المؤرخين أن هذه الحادثة ربما حدثت عندما نقل جاليليو من الإقامة الجبرية تحت مراقبة رئيس الأساقفة أسكانيو بيكولوميني إلى «منزل آخر، في التلال فوق فلورنسا».
يذكر أنه هذه العبارة لم تأت عليها أقدم سيرة لحياة غاليليو، التي كتبها تلميذه فينتشنزو فيفياني في 1655-1656، هذه العبارة، ولم تذكرها سجلات محاكمته أيضاً. 
يقول بعض المؤلفين، مشككين في صحة الواقعة، أنه من غير الحكمة أن يقول غاليليو مثل هذا الشيء أمام محاكم التفتيش. 